# 格利澤701
格利泽701是一顆位於巨蛇座附近的紅矮星，距離地球25.2光年。